# دوربین دمانگار

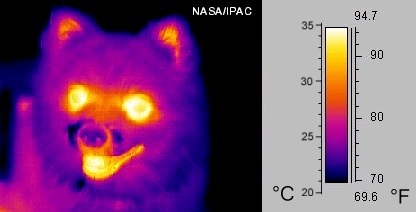
تصویری از یک پامرانین که در نور فروسرخ میانی ("حرارتی") گرفته شده‌است (رنگ کاذب).

دوربین دمانگار (به انگلیسی: Thermographic camera) یا دوربین فروسرخ یا دوربین تصویربرداری حرارتی، دوربین حرارتی دستگاهی است که با استفاده از اندازه‌گیری پرتوی فروسرخ، تولید تصویر می‌کند. درحالی‌که یک دوربین معمولی با استفاده از اندازه‌گیری نور مرئی تولید تصویر می‌کند.
طول‌موج نور مرئی بین ۴۰۰ تا ۷۰۰ نانومتر است لذا یک دوربین معمولی در حدود همین طول موج‌ها به اندازه‌گیری شدت نور مرئی می‌پردازد؛ ولی یک آشکارساز فروسرخ در طول موج‌های حدود ۱۴۰۰۰ نانومتر و نزدیک به ۱۴۰۰۰ نانومتر به اندازه‌گیری شدت تابش الکترومغناطیس می‌پردازد.

## اصول نظری کارکرد دوربین‌های دمانگار
انرژی فروسرخ تنها بخشی از طیف الکترومغناطیس است که شامل پرتوی گاما، پرتوی ایکس و فرابنفش و محیط نازکی از نور مرئی، فروسرخ، موج‌های تراهرتز و ریزموجها و موج‌های رادیویی را دربر می‌گیرد. اینها همه از نظر طول موج‌شان (طول‌موج) به هم مرتبط و متمایز هستند. همه اجسام به عنوان تابعی از دمای خود مقدار مشخصی از تابش جسم سیاه گسیل می‌کنند. یک دوربین مخصوص می‌تواند این تابش را به روشی شبیه به روشی که یک دوربین معمولی نور مرئی را آشکارمی‌کند، آشکارکند. حتی در تاریکی مطلق کار می‌کند زیرا سطح نور محیط مهم نیست. این باعث می‌شود که برای عملیات نجات در ساختمان‌های پر-از-دود و زیرزمین مفید باشد.

تصاویر دوربین‌های فروسرخ معمولاً تک‌رنگ هستند زیرا دوربین‌ها معمولاً از یک حسگر تصویر استفاده می‌کنند که طول‌موج‌های مختلف تابش فروسرخ را تمیزنمی‌دهد.

حسگرهای تصویر رنگی به ساختار پیچیده‌ای برای تمایز طول‌موج‌ها نیاز دارند و رنگ در خارج از طیف مرئی معمولی معنای کمتری دارد زیرا طول‌موج‌های متفاوت به‌طور یکنواخت در سامانه بینایی رنگی مورد استفاده انسان نگاشت نمی‌شوند. گاهی اوقات این تصویرهای تک رنگ در رنگ‌های ساختگی نمایش داده می‌شوند که تغییر رنگ بیشتر از تغییر در سختی استفاده می‌شود تا تغییرات در سیگنال را نمایش دهد. این مفید است به دلیل اینکه هر چند بشر رنج حرکتی بیشتری در پیداکردن سختی از سراسر رنگ دارد. توانایی بهتر دیدن سختی در منطقه‌های روشن یک محدودیت عادلانه‌ای است. این فن برش سختی نامیده می‌شود.

برای استفاده در اندازه‌گیری دمای روشن‌ترین قسمت تصویر که به‌طور عادی سفید رنگ اند، بین قرمز و زرد واسطه می‌شود و قسمت آبی را تیره می‌کند. یک معیار باید یک رنگ نادرست تصویر را با رنگ‌های وابسته به دما نشان دهد.

تفکیک‌پذیری قابل ملاحظهٔ آن‌ها پایین‌تر از دوربین‌های نوری است.

اغلب فقط ۱۶۰*۱۲۰ یا ۳۲۰*۲۴۰ یا ۶۴۰*۴۸۰ پیکسل دوربین‌های ترمو گرافیک خیلی گرانتر از نقطهٔ مقابل طیف‌های مرئی هستند.

و مدل‌های high evend معمولاً به عنوان dual useو export restricted فرض می‌شوند. در ردیاب‌های uncooled تفاوت دما در پیکسل‌های سنسور کوچک هستند ۱درجه سانتی گراد تفاوت در مرحلهٔ استنتاج فقط ۰۳. درجه سانتی گراد متفاوت با سنسور است.

زمان واکنش پیکسل تدریجی است در رنج ۱۰ میلیون ثانیه.

عکس برداری تصویر حرارتی استفاده‌های دیگر زیادی دارد برای مثال:

آتش‌نشان‌ها برای دیدن در بین دود، پیدا کردن شخص وlocalize hotspots of fires استفاده می‌کنند.

با تصویر حرارتی تکنیک‌های نگهداری خط توان در بخش‌ها و فصل‌های بیش از اندازه دارای گرما قرار داده می‌شود telltale نشان شکستگی را تا potential hazrd10 برطرف می‌کند. جایی که عایق حرارتی معیوب می‌شوند تکنیک‌های ساخت ساختمان‌ها می‌تواند گرمایی که نفوذ می‌کند تا اثرات گرما یا سرمای شرایط جوی را بهبود بخشند. دوربین تصویر حرارتی در تعدادی از ماشین‌های تجملی نصب می‌شوند تا به راننده کمک کنند. تعدادی از فعالیت‌های وابسته به علم فیزیولوژی، واکنش‌های خاص، در بشر و دیگر حیوانات خون‌گرم وجود دارد که می‌توانند با تصویر مربوط به گرماسنجی آگاه شوند.

دوربین‌های مادون قرمز می‌توانند در اغلب تلسکوب‌های تحقیقاتی علم نجوم پیدا شوند.

## انواع
دوربین‌های دما نگار می‌توانند به‌طور کلی به دو نوع تقسیم‌بندی شوند: آنهایی که آشکار گر تصویر cooled infrared دارند و آنهایی که آشکار گر تصویر uncooled infrared دارند.

## آشکارگرهای cooled infrared
آشکار گرهای cooled که معمولاً در یک جعبه خلأ ایزوله قرار دارند. عملیات سرد کردن برای عملکرد مواد نیمه هادی استفاده شده لازم است. گسترهٔ دمایی استفاده شده از ۴k تا دقیقاً کمتر از دمای اتاق است. که به تکنولوژی آشکارگر بستگی دارد. جدیدترین آشکارگرهای از نوع cooled در دمای ۶۰k تا ۱۰۰k کار می‌کندکه بستگی به درجه عملکرد و نوع آن‌ها دارد. بدون سرد کردن این سنسورها (که مانند دوربینهای دیجیتال انرژی نور را ردیابی و تبدیل می‌کند) «کور» خواهد بود یا اینکه با تشعشعات خودشان غرق می‌شوند. بی فایدگی دوربین‌های از نوع cooled آن است که در هر دو مرحله ساخت و اجرا پر هزینه هستند. سرد کردن تشنهٔ انرژی است همچنین وقت گیر. دوربین ممکن است چند دقیقه لازم داشته باشد سرد شود قبل از اینکه شروع به کار کند. معمول‌ترین سیستم‌های سردکننده خنک‌کننده‌های گردشی استرلینگ هستند. با آنکه ابزارهای سردکننده نسبتاً گران و حجیم هستند. دوربین‌های cooled کیفیت تصویر فوق‌العاده‌ای نسبت به نوع uncooled دارند. در ضمن حساسیت بالاتر دوربین‌های uncooled اجازه استفاده بیشتر از لنزهای کانوک، قابلیت‌های اجرایی با لنزهای با فاصله کانونی زیاد و هم کوچکتر و هم ارزانتر را می‌دهد.
یک راه چاره نسبت به خنک‌کننده موتور استرلینگ استفاده از اندازه‌گیرهای در فشار بالا ی نیتروژن است. گاز فشرده شده با استفاده از یک روزنه بسیار ریز گسترده می‌شود و از یک مبدل گرمایی کوچک عبور می‌کند و منتج به احیاکننده با اثر ژول تامسون می‌شود. برای چنین سیستم‌هایی منبع فشرده‌سازی گاز یک نگرانی منطقی برای استفاده زمینه‌ای است.
موادی که آشکارگرهای نوع cooled استفاده می‌شوند. آشکارگرهای نوری هستند که اساس آن‌ها گستردهی وسیعی از نیمه‌های narrow gap است شامل:
-ایندینم آنتی موناید
-ایندیم اسناید
-جیوه کادمیم تلوراید
-لید سوفلاید
- لید سلناید
آشکار گرهای نوری مادون قرمز می‌توانند با استفاده از نیمه هادی‌های high band gap ساخته شوند. مانند آشکارگرهای نوری quantum well infrared. تعدادی از تکنولوژی‌های بلومتر (رسانایی سنجی) موجود است.
در اصل دستگاه‌های super conducting tunneling Junction می‌توانند به عنوان سنسورهای مادون قرمز استفاده شوند چون گپ باریکی دارد. صف‌های کوچک نشان داده شده‌اند. استفاده گسترده آن‌ها سخت است چون حساسیت بالای آن‌ها نیاز به حفاظت دقیق از تشعشعات اطراف دارد.
آشکارگرهای ابر رسانا حساسیت بالایی دارند که حتی بعضی فوتون‌ها را تنها ثبت می‌کنند. برای مثال ESAهای SCAM. به هر حال آن‌ها در دسترس عوام خارج از محیط آزمایشگاهی قرار نمی‌گیرد.

## آشکارگرهای Uncooled infrared
دوربین تصویر حرارتی در یونان در انتهای فرودگاه عکس برداری می‌کنند. تصویر حرارتی می‌تواند دمای زیاد بدن را پیدا کند، یکی از نشانه‌های ویروس h1n1
دوربین حرارتی uncooled به عنوان یک سنسوری که در دمای محدود عمل می‌کند یا یک سنسور که در یک دمایی نزدیک به دمای محدود با استفاده از ابزارهای کنترل دمای کوچک پایدار می‌شود، استفاده می‌شود.
همهٔ ردیاب‌های مدرن uncooled از سنسوری که با تغییر مقاومت، ولتاژ، جریان، وقتی که به وسیلهٔ اشعهٔ مادون قرمز گرم می‌شوند، کار می‌کنند، استفاده می‌کنند. این تغییرات وجود دارد و سپس اندازه‌گیری می‌شود و با مقدار دمای عامل سنسورها مقایسه می‌شود.
سنسورهای مادون قرمز می‌توانند در یک دمای عامل پایدار شوند تا نویز تصویر را کاهش دهند.
اما آن‌ها سرد نیستند تا دما را پایین بیاورند و کولرهای برودتی گران به بزرگی نیاز ندارند، این باعث می‌شود دوربین‌های مادون قرمز کوچک‌تر و ارزان‌تر باشند. با وجود این دقت و کیفیت تصویر آن‌ها کمتر از ردیاب‌های cooled است این تفاوت‌ها در مرحلهٔ ساخت آن‌ها به وسیلهٔ تکنولوژی در حال حاضر محدود می‌شود.
ردیاب‌های cooledاغلب بر مواد،pyroelectric ferroelectricیا تکنولوژی microbolometer مبتنی هستند. این مواد از پیکسل‌هایی با وابستگی دمایی خاص استفاده می‌کنند که از نظر دمایی از محیط و جاده‌های الکترونیکی عایق می‌شوند.
ردیاب‌های ferroelectricدر یک دمای نزدیک به دمای تبدیل فاز مواد سنسورها عمل می‌کنند. دمای پیکسل‌ها به وابستگی دمای بالای polarization تعبیر می‌شود.NETDهای در دسترس ردیاب‌های ferroelectricبا نورشناسی f/1وسنسورهای ۳۲۰*۲۴۰٬۷۰–۸۰mk است. یک سنسور ممکن محتویات bump-bonded، باریم واسترو نتیم و نمک اسی تیتانیوم را به وسیلهٔ عایق حرارتی polymideجمع می‌کند.
Microbolometerهای سیلیکون می‌توانند به NETDپایین تا ۲۰mkبرسند، ان‌ها شامل لایهٔ نازکی پنتوکسید وانادیم که عنصرهای معلق روی اتصال نیترید سیلیکون بالای silicon-based scaning electronicرا دریافت می‌کنند.
مقاومت الکتریکی عنصرهای دریافتی در یک چارچوب اندازه‌گیری می‌شود. بهبود جریان، آرایش صفحهٔ کانونی uncooledدر ابتدا روی حساسیت بالا و تراکم پیکسل‌ها متمرکز می‌شود
تعدادی از موادی که در آرایش سنسورها استفاده می‌شود: •  وانادیوم (پنجم) اکسید (فلزی عایق تغییر فاز مواد برای آرایه microbolometer) •  لانتانیم manganite باریم (LBMO، فلزی عایق مواد تغییر فاز) •  سیلیکن آمورف •  titanate zirconate سرب (PZT) •  لانتانیم doped titanate zirconate سرب (PLZT) •  tantalate اسکاندیم سرب (PST) •  titanate لانتانیم سرب (PLT) •  titanate سرب (پاسیفیک) •  niobate روی سرب (PZN) •  titanate استرانسیم سرب (PSrT) •  باریم استرانسیم titanate (BST) •  titanate باریوم (BT) •  sulfoiodide آنتیموان (SbSI) •  difluoride polyvinylidene (PVDF)

## کاربردها

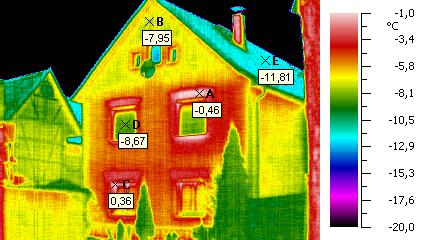
نمونه ای از عکاسی که از یک خانه با دوربین حرارتی گرفته شده است.

در اصل توسعه یافته برای استفاده ارتش در طول جنگ کره‌است، دوربین‌های وابسته به گرماسنجی یا دمانگاری به آرامی به دیگر زمینه‌های متنوعی چون پزشکی و باستان‌شناسی مهاجرت کرده‌اند. اخیراً، کاهش قیمت‌ها کمک کرده‌است بتوان اتخاذ تکنولوژی دیدن مادون قرمز را انجام داد. اپتیکهای پیشرفته و رابط‌های نرم‌افزاری پیشرفته به منظور ارتقاء تطبیق‌پذیری از دوربین‌های مادون قرمز ادامه دارد. •  نجوم، در دستگاه‌های مانند تلسکوپ فضایی اسپیتزر •  دوربین دید در شب •  عملیات آتش‌نشانی •  کاربرد پلیسی و نظامی در تشخیص هدف و دستگیری •  نیروی انتظامی و ضد تروریسم •  تعمیر و نگهداری پیش‌بینی شده (هشدار نارسایی زودرس) در تجهیزات الکتریکی و مکانیکی •  نظارت بر فرایند •  مراقبت وضعیت و نظارت •  برنامه‌های کاربردی خودرو •  ممیزی انرژی ساختمان عایق و تشخیص نشت گاز مبرد •  بازرسی سقف •  استفاده از عایق صوتی جهت کاهش صدا •  تحلیل سازه دیوار مصالح ساختمانی •  تشخیص رطوبت در دیوار و پشت بام (و در نتیجه اغلب به نوبه خود بخشی از اصلاح قالب) •  تصویر برداری شیمیایی •  آزمایش پزشکی برای تشخیص •  آزمونهای غیرمخرب •  کنترل کیفیت در محیط‌های تولید •  تحقیقات و توسعه محصولات جدید •  تشخیص آلودگی پساب •  جانمایی گورهای بینام و نشان •  باستان‌شناسی هوایی •  تحقیق و توسعه سیمان •  عملیات جستجو و نجات •  نظارت فنی بر اقدامات ضد •  نظارت قرنطینه‌ای از بازدید کنندگان کشور •  آشکارساز شعله

### کاربرد صنعتی
- تشخیص بیرینگ معیوب در الکتروموتور و توربین
- تشخیص قطعه معیوب در برد الکترونیکی
- تشخیص نشتی در سیستم هوای فشرده
- تشخیص اضافه بار در ترمینال جریانی
- تشخیص عیب در عایق کاری
- تشخیص نشتی در سیستم گرمایش از کف

## کاربرد پزشکی
- تشخیص زود هنگام غدد سرطانی
- ماموگرافی
- تشخیص بیماران مبتلا به H1N1 در گیت‌های ورودی فرودگاه‌ها

### کاربرد امدادی
- تشخیص غریق در دریا در هنگام شب
- تشخیص موجود زنده در زیر آوار
- تشخیص وجود آتش‌های مهار نشده در آتش‌سوزی

### کاربرد زیست‌محیطی
- تشخیص نشت مواد آلاینده نفتی در دریا
- تشخیص گستره مواد آلاینده در دریا

## مشخصات
برخی از پارامترهای تعیین سیستم دوربین مادون قرمز عبارتند از: •  تعداد پیکسل •  نویز اختلاف دما معادل (NETD) •  باند طیفی •  طول عمر سنسور •  حداقل اختلاف دمای قابل قبول (MRTD) •  میدان دید •  محدوده دینامیکی •  قدرت ورودی •  جرم و حجم

## سنسور چیست؟
سنسور المان حس‌کننده‌ای است که کمیتهای فیزیکی مانند فشار، حرارت، رطوبت، دما، و… را به کمیتهای الکتریکی پیوسته (آنالوگ) یا غیرپیوسته (دیجیتال) تبدیل می‌کند. این سنسورها در انواع دستگاه‌های اندازه‌گیری، سیستم‌های کنترل آنالوگ و دیجیتال مانند PLC مورد استفاده قرار می‌گیرند. عملکرد سنسورها و قابلیت اتصال آن‌ها به دستگاه‌های مختلف از جمله PLC باعث شده‌است که سنسور بخشی از اجزای جدا نشدنی دستگاه کنترل اتوماتیک باشد. سنسورها اطلاعات مختلف از وضعیت اجزای متحرک سیستم را به واحد کنترل ارسال نموده و باعث تغییر وضعیت عملکرد دستگاه‌ها می‌شوند.

## سنسورهای مادون قرمز پسیو
«سنسورهای مادون قرمز پسیو» وسایل الکترونیکی هستند که تشعشعات اینفرارد از اجسام و اهداف را در میدان دیدش اندازه‌گیری می‌کند. به این سنسورها "سنسورهای PIR" گفته می‌شود که از مخفف Passive InfraRed sensors گرفته شده‌است.
PIRها گاهی برای آشکارسازی اهداف متحرک بکار می‌روند، به این صورت که منبع انتشار اینفرارد با یک دما، مانند بدن، از جلوی منبع اینفرارد دیگر با دمای دیگر، مانند دیوار عبور می‌کند و بر اساس این تغییر آشکارسازی صورت می‌گیرد.
همه اشیاء اینفرارد (مادون قرمز) تشعشع می‌کنند. این تشعشع از دید انسان نامرئی است ولی می‌تواند با وسایل الکترونیکی که برای این هدف ساخته شده‌اند، آشکار شود. عبارت «پسیو» در این سنسور به این معنی است که این سنسور از خود هیچ نوع انرژی ساطع نمی‌کند، و فقط تشعشعات اینفرارد را از قسمت جلوئی سنسور (Sensor Face) دریافت می‌کند. در هسته یا مرکز PIR یک یا دسته‌ای از سنسورهای نیمه هادی وجود دارد، که مساحت تقریبی آن یک چهارم اینچ مربع است. این ناحیه از مواد گرما برقی (pyroelectric) ساخته شده‌است